# Gus Meins
Gustave Peter Ludwig Luley, noto semplicemente come Gus Meins (Francoforte sul Meno, 6 marzo 1893 – La Crescenta-Montrose, 1º agosto 1940), è stato un regista tedesco naturalizzato statunitense, noto per aver diretto diversi episodi della serie Simpatiche canaglie (Our Gang) negli anni trenta.

## Biografia
Cominciò la sua carriera di regista dirigendo alcuni cortometraggi muti basati sulla serie di fumetti Buster Brown negli anni venti.
Viene ricordato però per essere stato il regista degli episodi della popolare serie Simpatiche canaglie dal 1934 al 1936 e per aver diretto assieme a Charles Rogers il film Nel paese delle meraviglie con protagonisti Stanlio e Ollio.
Il suo ultimo lavoro fu nella commedia The Covered Trailer nel 1939.
Accusato nel 1940 di aver abusato di sei giovani, Meins si suicidò il primo agosto dello stesso anno inalando monossido di carbonio. Il suo corpo fu ritrovato nella sua auto il 4 agosto. Aveva 47 anni.

## Filmografia (parziale)
- Step Forward, co-regia di F. Richard Jones, William Beaudine - cortometraggio (1922)
- Nel paese delle meraviglie (Babes in Toyland), co-regia di Charley Rogers (1934)
- His Exciting Night (1938)
- The Covered Trailer (1939)